# Syllepte sellalis
Syllepte sellalis là một loài bướm đêm trong họ Crambidae.